# Columnata
Columnata (łac. Diocesis Columnatensis) – stolica historycznej diecezji we Cesarstwie rzymskim w prowincji Mauretania Cezarensis, zlikwidowana w VII w. podczas ekspansji islamskiej, współcześnie w północnej Algierii. Obecnie katolickie biskupstwo tytularne. 

## Biskupi tytularni
| Lp. | Biskup                            | Funkcja                                    | Od                   | Do                  |
| --- | --------------------------------- | ------------------------------------------ | -------------------- | ------------------- |
| 1   | Francesco Roberti                 | –                                          | 5 kwietnia 1962      | 19 kwietnia 1962    |
| 2   | Enrique Alvear Urrutia            | biskup pomocniczy Talca (Chile)            | 4 marca 1963         | 7 czerwca 1965      |
| 3   | Marcial Augusto Ramírez Ponce     | biskup pomocniczy Barquisimeto (Wenezuela) | 31 marca 1967        | 15 kwietnia 1970    |
| 4   | Pablo Correa León                 | emerytowany biskup Cúcuta (Kolumbia)       | 27 lipca 1970        | 22 grudnia 1970     |
| 5   | Francisco Raúl Villalobos Padilla | biskup pomocniczy Saltillo (Meksyk)        | 4 maja 1971          | 4 października 1975 |
| 6   | Karl Josef Romer                  | urzędnik Kurii Rzymskiej                   | 24 października 1975 |                     |